# Christina Petrowska Quilico
Christina Petrowska Quilico (* 30. Dezember 1948 in Ottawa) ist eine kanadische Pianistin und Musikpädagogin.

## Leben
Petrowska Quilico studierte von 1956 bis 1962 Klavier bei Boris Berlin am Konservatorium von Toronto und debütierte fünfzehnjährig mit dem Municipal Arts Orchestra in der New Yorker Town Hall. An der Juilliard School setzte sie von 1962 bis 1970 ihre Klavierausbildung bei Irwin Freundlich, Rosina Lhévinne und Jeaneane Dowis fort. Daneben besuchte sie 1966 das New York City College und die Chamber Music School of Blue Hill und 1969 die Aspen Music School. 1970 nahm sie an den Darmstädter Ferienkursen teil. 1968 und 1970 studierte sie als Artist in Residence an der Paris American Academy, von 1974 bis 1976 an der Sorbonne. Außerdem nahm sie Unterricht bei György Ligeti in Berlin sowie bei Arthur Balsam und Ventsislav Yankoff.
Als Pianistin gab Petrowska Quilico Recitals in Kanada, den USA, Europa und im Nahen Osten. Sie trat 1968 bei Radio France auf, 1971 am Ukrainian Institute of America mit Werken von Gilles Tremblay, Karlheinz Stockhausen und anderen, 1973 am Canadian Cultural Centre in Paris mit Serge Garants Cage d'oiseau, Michel Vinets Métamorphose und Michel-Georges Brégents Geste und war 1978 Gast in der Carnegie Recital Hall und bei verschiedenen Radiosendern New Yorks und war Preisträgerin beim ersten internationalen Klavierwettbewerb im Kennedy Center. 1985 unternahm sie im Auftrag des kanadischen Außenministeriums eine Konzertreise durch vier Staaten des Nahen Ostens. 1987 unternahm sie eine Tournee durch Griechenland, und im Folgejahr trat sie beim Musikfestival von Athen auf. Mit dem Taipeh Philharmonic Orchestra trat er 1998 auf Taiwan und in Hongkong auf.
Das besondere Interesse Petrowska Quilicos gilt der zeitgenössischen Musik. Sie spielte u. a. die Uraufführungen von Luis de Pablos Affettuoso, Michel Vinets Aleph, Marian Kouzans Constructor, Micheline Coulombe Saint-Marcouxs Assemblages, Michel Longtins Deux rubans noirs pour Serge Garant, George Fialas Concerto Cantata, Frank Horvaths Klaviersuite More Rivers, von Klavierkonzerten Claudio Ambrosinis (1994), Larysa Kuzmenkos (1996) und Heather Schmidts (2001) und von mehr als einhundert Klavierwerken Ann Southams. Paul Huebner widmete ihr sein Ocotillo, Steven Gellman ein Concerto und Alexina Louie Star-Filled Night.
Von 1978 bis 1981 unterrichtete Petrowska Quilico am Konservatorium von Toronto, von 1981 bis 1987 an der Carleton University. Von 1987 bis zu ihrer Emeritierung 2022 war sie Professorin für Klavier und Musikwissenschaft an der York University. In Ottawa war sie von 1985 bis 1989 musikalische Leiterin der Konzertgesellschaft Escapa Musique, für die sie auch kammermusikalische und Solorecitals gab, und von 1984 bis 1985 Mitglied im Vorstand der OPera Lyra. Von 1996 bis 1998 war sie Mitglied im Planungskomitee für Neue Musik des CAnada Council.
Insgesamt nahm Petrowska Quilico mehr als sechzig Alben auf, darunter in jüngerer Zeit (2023) Doppelkonzerte von Larysa Kuzmenko, Alice Ping Yee Ho und Christos Hatzis mit dem Geiger Marc Djokic und der Sinfonia Toronto unter Leitung von Nurhan Arman. Ihr Album Virtuoso Piano Music of Our Time wurde 1992 an Bord des US-Spaceshuttles Columbia vorgestellt. 2007 erhielt sie den Friends of Canadian Music Award, im Folgejahr wurde sie zur Botschafterin des Canadian Music Centre ernannt. 2020 wurde sie Member des Order of Canada, im Folgejahr erhielt sie den Order of Ontario und wurde Fellow der Royal Society of Canada. 2023 erhielt sie den Oskar Morawetz Prize des Ontario Arts Council.
Christina Petrowska Quilico war in erster Ehe mit dem Komponisten Michel-Georges Brégent verheiratet. Nach dessen Tod 1993 heiratete sie den Sänger Louis Quilico, mit dem sie zwischen 1993 und 1998 gemeinsame Recitals in Kanada und den USA gab und bis zu dessen Tod 2000 mehrere CDs aufnahm. Gemeinsam mit der Ontario Arts Foundation und der Canadian Opera Company stiftete sie darauf den Christina and Louis Quilico Award.